# Ла-168
Ла-168 (по классификации НАТО — Type 15) — советский опытный реактивный истребитель, создан ОКБ-301 под руководством С. А. Лавочкина. Совершил первый полёт в апреле 1948 года. Изготовлен в единственном экземпляре.

## История создания

### Разработка
Уже после сообщения о возможности приобретения британских ТРД «Нин» и «Дервент», в ОКБ-301 под руководством С. А. Лавочкина были развернуты работы по созданию реактивного истребителя «168» с двигателем Роллс-ройс Нин. Ввиду того, что самого двигателя в распоряжении С. А. Лавочкина ещё не было, конструирование самолёта проходило на основе технической документации к британскому двигателю. Схема нового самолёта была иной, чем у ранее созданных в этом коллективе. С. А. Лавочкин отошел от реданной схемы, истребитель «168» представлял собой высокоплан со стреловидным крылом, а двигатель был расположен в хвостовой части фюзеляжа. В целом, за исключением небольших отличий, связанных с использованием другой силовой установки, он был идентичен истребителю «174», прототипу будущего Ла-15.
В соответствии с первым заданием «168» должен был иметь следующие характеристики:
- Максимальная скорость у земли — 1000 км/ч
- Максимальная скорость на высоте 5000 метров — 1000 км/ч
- Время подъёма на высоту 5000 метров — 4 минуты
- Дальность полета — 1200 км
- Практический потолок — 13000 метров
- Разбег — 800 метров
- Пробег — 900 метров

В апреле 1948 года, самолёт был построен, но после появления двигателей РД-45 для него, требования изменились и выглядели следующим образом:
- Максимальная скорость у земли — 1030 км/ч
- Максимальная скорость на высоте 5000 метров — 1060 км/ч
- Время подъёма на высоту 5000 метров — 2,5 минуты
- Дальность полета — 1200 км
- Дальность полета с подвесным баком — 1600 км
- Практический потолок — 13000 метров
- Разбег — 620 метров
- Пробег — 500 метров

### Испытания
Для проведения заводских испытаний назначили лётчика-испытателя И. Е. Фёдорова, и ведущего инженера И. Д. Цыганова. 22 апреля Фёдоров впервые поднял «168» в воздух. В октябре самолёт отправили ГК НИИ ВВС на государственные испытания, которые закончились 19 февраля следующего года.
Во время госиспытаний произошла авария, когда лётчик-испытатель В. И. Хомяков на высоте около 15000 метров дал залп изо всех пушек — лопнуло остекление фонаря. Лётчик потерял сознание из-за декомпрессии и очнулся в пикирующем истребителе на высоте 4000 метров. Однако, несмотря ни на что, Хомякову удалось выйти из пике и посадить истребитель на аэродром.
По результатам государственных испытаний самолёт был оценён следующим образом:
- Самолёт устойчив на всех режимах полёта.
- Имеет хорошие скоростные характеристики на всех высотах.
- По скороподъёмности превосходит все имеющиеся отечественные истребители.
- Обладает хорошей манёвренностью.

В целом, практически по всем параметрам Ла-168 превосходил МиГ-15, однако, несмотря на все усилия Лавочкина в серию запущен не был. Во-первых, строевые лётчики уже осваивали МиГ-15, во-вторых, ВВС решили унифицировать парк истребителей и не хотели принимать на вооружение два аналогичных типа боевых машин, и в-третьих, сказалось большая, нежели у МиГ-15 сложность в производстве Ла-168.
Развитием истребителя «168» стал самолёт «176» той же конструкции, но с более мощным двигателем ВК-1.

## Тактико-технические характеристики
Источник данных: Шавров, 1988; Якубович, 2008.

Технические характеристики
- Экипаж: 1 пилот
- Длина: 10,56 м
- Размах крыла: 8,83 м
- Высота: 2,6 м
- Площадь крыла: 18,08 м²
- Стреловидность по передней кромке: 37° 20'
- Масса пустого: 2973 кг
- Нормальная взлётная масса: 3730 кг
- Максимальная взлётная масса: 4412 кг
- Масса топлива во внутренних баках: 873 кг
- Объём топливных баков: 1230 л (+ 1 × 610 л ПТБ)
- Силовая установка: 1 × ТРД ВК-1 (РД-45)
- Тяга: 1 × 22,3 кН (2270 кгс)

Лётные характеристики
- Максимальная скорость: 1084 км/ч на 2750 м (М=0,982)
- Практическая дальность: 1275 км
- Продолжительность полёта: 2,2 ч
- Практический потолок: 14 570 м
- Время набора высоты: 10000 м за 9,3 минуты
- Время виража: 32,8 секунды на 5000 м
- Нагрузка на крыло: 244 кг/м²
- Длина разбега: 500 м
- Длина пробега: 500 м

Вооружение
- Стрелково-пушечное:  
  - 1 × 37 мм пушка Н-37
  - 2 × 23 мм пушки НР-23